# MEDA Küchenfachmarkt
Die MEDA Küchenfachmarkt GmbH & Co. KG ist ein deutsches Einzelhandelsunternehmen für Küchen mit Hauptsitz in Oberhausen. Es gehört zur Tessner Gruppe und betreibt mit Stand Juni 2025 insgesamt 31 Filialen in neun Bundesländern. Das Unternehmen beschäftigt rund 600 Mitarbeitende. Geschäftsführer sind Thomas Vogler (Vorsitzender) und Holger Mach.

## Geschichte
Das Unternehmen wurde 1997 von Guido Melcher und Michael Dahmen gegründet. 1998 eröffnete die erste Filiale in Würselen, es folgten Häuser in Essen, Kamen und Mülheim-Kärlich. 2016/2017/2018 kamen neue Standorte in Alfter bei Bonn, Bochum und Frankfurt am Main, Darmstadt und Berlin dazu, außerdem zog MEDA von Heuchelheim nach Gießen um und vergrößerte sich durch einen Umzug innerhalb von Gelsenkirchen. Die MEDA Küchenfachmärkte verfügen über Verkaufsflächen mit jeweils bis zu 6000 Quadratmetern. Die Ausstellungen umfassen zwischen 100 und 160 wohnfertig eingerichtete Küchen, die in verschiedene Wohnwelten gruppiert sind. Außerdem werden regionale Besonderheiten oder Wahrzeichen in der Gestaltung der Verkaufsräume aufgegriffen, die die Verbundenheit mit dem Standort signalisieren (zum Beispiel FC-Schalke-04-Küche in Gelsenkirchen, Ludwig-van-Beethoven-Küche in Alfter).

## MEDANO Küchen
Bei MEDANO Küchen handelt es sich um die Eigenmarke von MEDA Küchen, die ausschließlich in den unternehmenseigenen Häusern verkauft wird.